# シンプソン (フリゲート)
アメリカ海軍のオリバー・ハザード・ペリー級ミサイルフリゲートの一隻。2023年現在、最も最後に軍艦を撃沈した艦である。（後述）
| USS Simpson FFG-56 |                                                                                           |
| 艦歴               |                                                                                           |
| 発注:              | 1982年3月22日                                                                             |
| 起工:              | 1984年2月27日                                                                             |
| 進水:              | 1984年8月31日                                                                             |
| 就役:              | 1985年11月9日                                                                             |
| 退役:              | 2015年9月29日                                                                             |
| 除籍:              |                                                                                           |
| その後:            | 外国軍への売却のため係留中                                                                |
| 要目               |                                                                                           |
| 排水量             | 基準: 3,225 t                                                                             |
| 排水量             | 満載: 4,100 t                                                                             |
| 全長               | 453 ft (138 m)                                                                            |
| 全幅               | 45.4 ft (13.8 m)                                                                          |
| 吃水               | 24 ft (7.3 m)                                                                             |
| 機関               | COGAG方式                                                                                 |
| 機関               | LM2500-30ガスタービンエンジン (20,500hp) ×2基                                             |
| 機関               | 可変ピッチプロペラ（5翔）×1軸                                                             |
| 機関               | 非常用旋回式スラスタ（350hp）×2基                                                         |
| 最大速             | 29ノット以上                                                                              |
| 航続距離           | 4,500 海里（20ノット巡航時）                                                              |
| 乗員               | 206名（士官13名）                                                                         |
| 兵装               | Mk.75 76mm単装速射砲×1基                                                                  |
| 兵装               | Mk.38 25mm単装機銃×2基                                                                    |
| 兵装               | Mk.15 20mmCIWS×1基                                                                        |
| 兵装               | M2 12.7mm単装機銃×4基                                                                     |
| 兵装               | Mk.13 mod.4単装ミサイル発射機×1基 * SM-1MR SAM * ハープーンSSM を発射可能 ※2003年以降撤去 |
| 兵装               | Mk.32 mod.17 3連装短魚雷発射管×2基                                                        |
| 艦載機             | SH-60B LAMPSヘリコプター×2機                                                              |
| C4ISTAR            | NTDS (JTDS＋リンク 11/14)                                                                 |
| C4ISTAR            | Mk.92 FCS (SM-1MR, 76mm砲用)                                                              |
| C4ISTAR            | AN/SQQ-89 ASWCS                                                                           |
| センサ             | AN/SPS-49 対空捜索レーダー                                                                |
| センサ             | AN/SPS-55 対水上捜索レーダー                                                              |
| センサ             | AN/SQS-56 船底装備ソナー                                                                  |
| センサ             | AN/SQR-19 曳航ソナー                                                                      |
| 電子戦             | AN/SLQ-32(V)5 ESM/ECM装置                                                                 |
| 電子戦             | Mk.36 デコイ発射装置                                                                      |
| モットー:          | "Attaquer en Vigueur" (Attack with Vigor)                                                 |

シンプソン（英語: USS Simpson, FFG-56）は、アメリカ海軍のミサイルフリゲート。オリバー・ハザード・ペリー級ミサイルフリゲートの46番艦。
艦名はロジャー・W・シンプソン海軍少将（1898 - 1964年）にちなむ。

## 艦歴
シンプソンはメイン州のバス鉄工所で1984年2月27日に起工する。同年8月31日に進水し、1985年11月9日に就役した。イラン・イラク戦争中の1988年1月にはペルシャ湾に展開し、クウェートの石油タンカー護衛任務に従事する。同年4月17日、シンプソンはプレイング・マンティス作戦（サミュエル・B・ロバーツ触雷に対するアメリカ軍の作戦）に参加した。
4月18日の午前9時頃にシンプソンはウェインライト (USS Wainwright, CG-28) 、バグレイ (USS Bagley, FF-1069) からなるチャーリー水上戦闘グループの一艦として、ペルシャ湾においてイラン海軍の石油施設および通信施設を破壊した後、同グループはカマン級ミサイル・パトロール艇ジョシャンに遭遇し、ジョシャンはミサイルを発射した。戦闘グループの指揮官（ウェインライト艦長）はシンプソンにハープーンによる迎撃を指示し、シンプソンのハープーンミサイルがジョシャンの上部構造に直撃した後、グループによる砲撃でジョシャンは沈没した。この戦闘により、シンプソンは共同部隊功績章、戦闘徽章、装甲遠征メダルを受賞した。
2006年の時点でシンプソンはフロリダ州メイポートを母港とし、第14駆逐戦隊に所属した。2015年9月29日退役。
シンプソンは戦闘において航空機を含まない艦上装備で敵艦を撃沈した、現役艦艇の最後の2隻であった（もう1隻は帆走フリゲートのコンスティチューションであり、この米海軍の象徴的な帆船が敵艦を最後に撃沈したのは、1812年のことである）。